# Bomarea costaricensis
Bomarea costaricensis är en alströmeriaväxtart som beskrevs av Friedrich Fritz Wilhelm Ludwig Kraenzlin. Bomarea costaricensis ingår i släktet Bomarea och familjen alströmeriaväxter. Inga underarter finns listade i Catalogue of Life.

## Bildgalleri

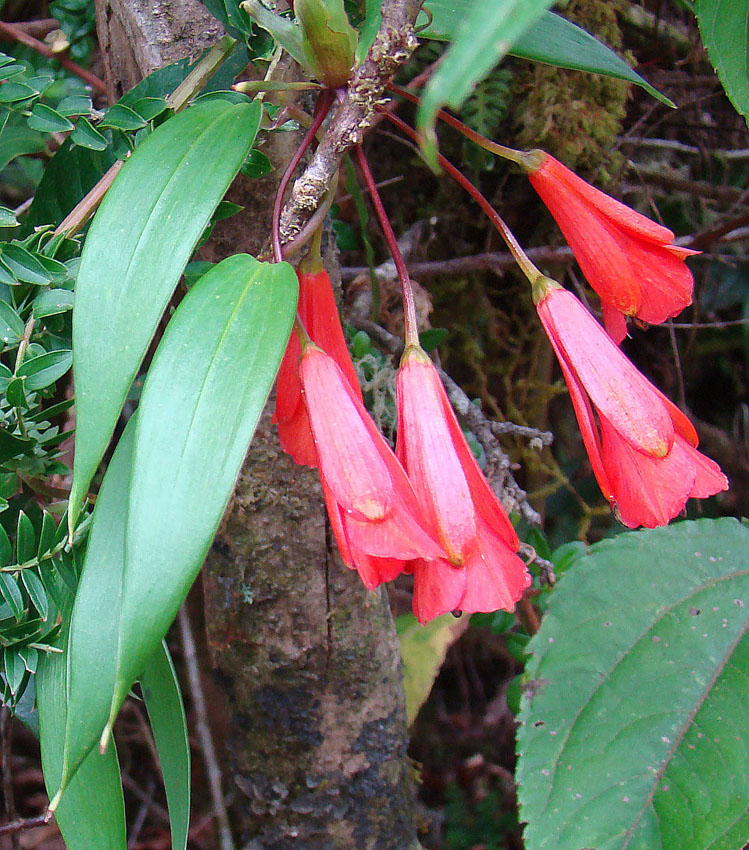
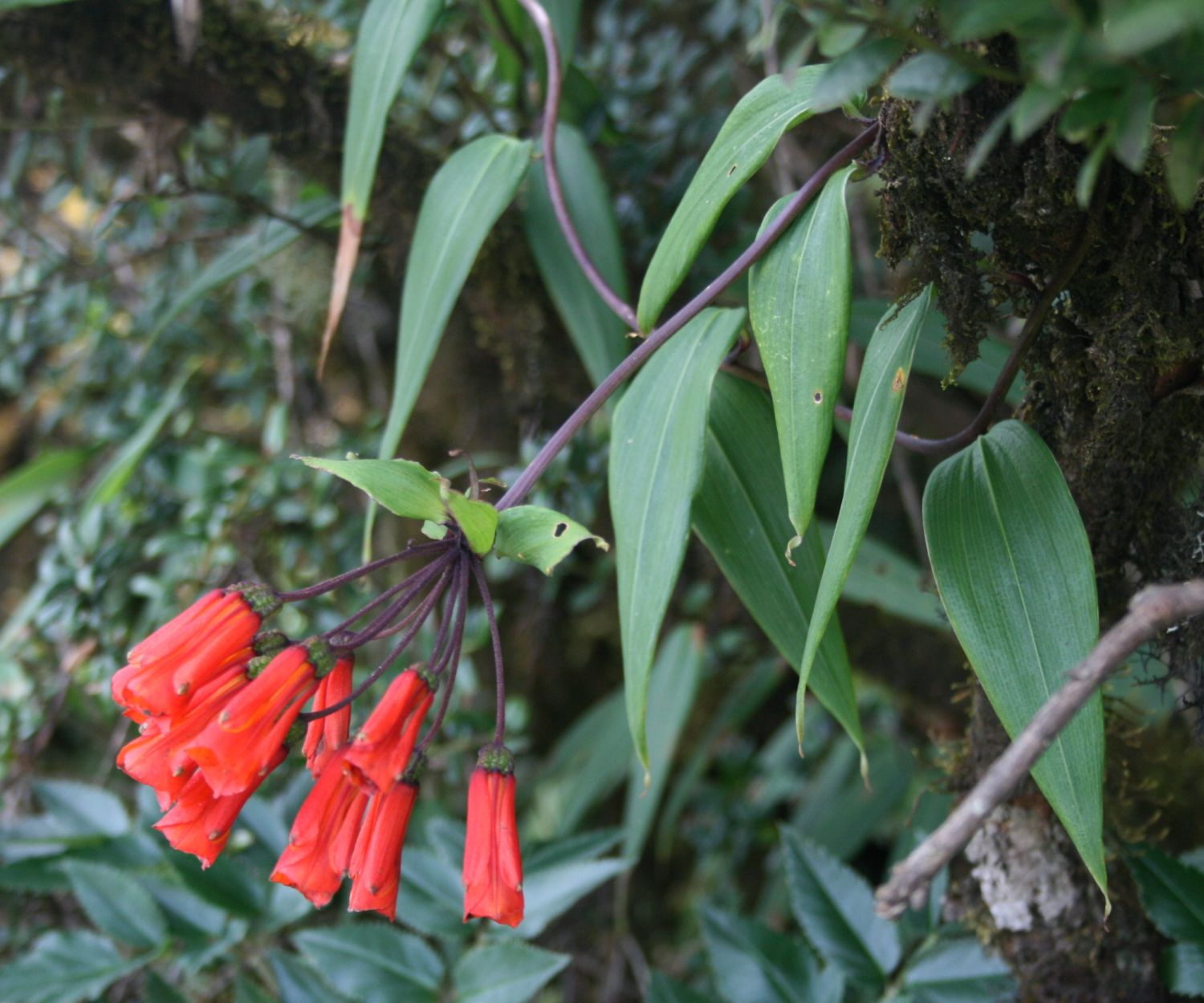